# Нагамакі
Нагамакі (яп. 長巻 — довга обгортка) — японська холодна зброя, що складається з древкового руків'я з великим наконечником. Була популярна в XII - XIV століттях. Схожа з совнею, нагінатою або глефою, але відрізнялося тим, що довжини руків'я та наконечника були приблизно рівні, що дозволяє класифікувати її як меч. Цією зброєю завдавалися, переважно, удари, що рубають, але вона могла застосовуватися і як спис. Використовувалося у піхоті. Слід тримати двома руками, причому під час бою становище рук не змінюється. Права рука розташована ближче до наконечника. У боротьбі з кіннотою удари часто завдавали по ногах коней.

## Історія
Ця зброя застосовувалася в період Камакура (1192-1333), Намбоку-тьо (1334-1392) і в період Муроматі (1392-1573) досягло найбільшої поширеності. Також його використав Ода Нобунага.

## Опис
Нагамакі — зброя, що виготовлялася у різних масштабах. Зазвичай повна довжина становила 180-210 см, наконечник — до 90-120 см. Лезо було тільки з одного боку клинка. Руків'я обмотувалось шнурами в перехрещеній манері, на зразок руків'я катани. У нагамакі досить великий важіль, це дозволяє дуже комфортно працювати із цією зброєю, у поєдинку можна тримати суперника на потрібній відстані. У бою супротивник швидше втомлюється при спробах дістати власника цієї зброї.